# Зимологія

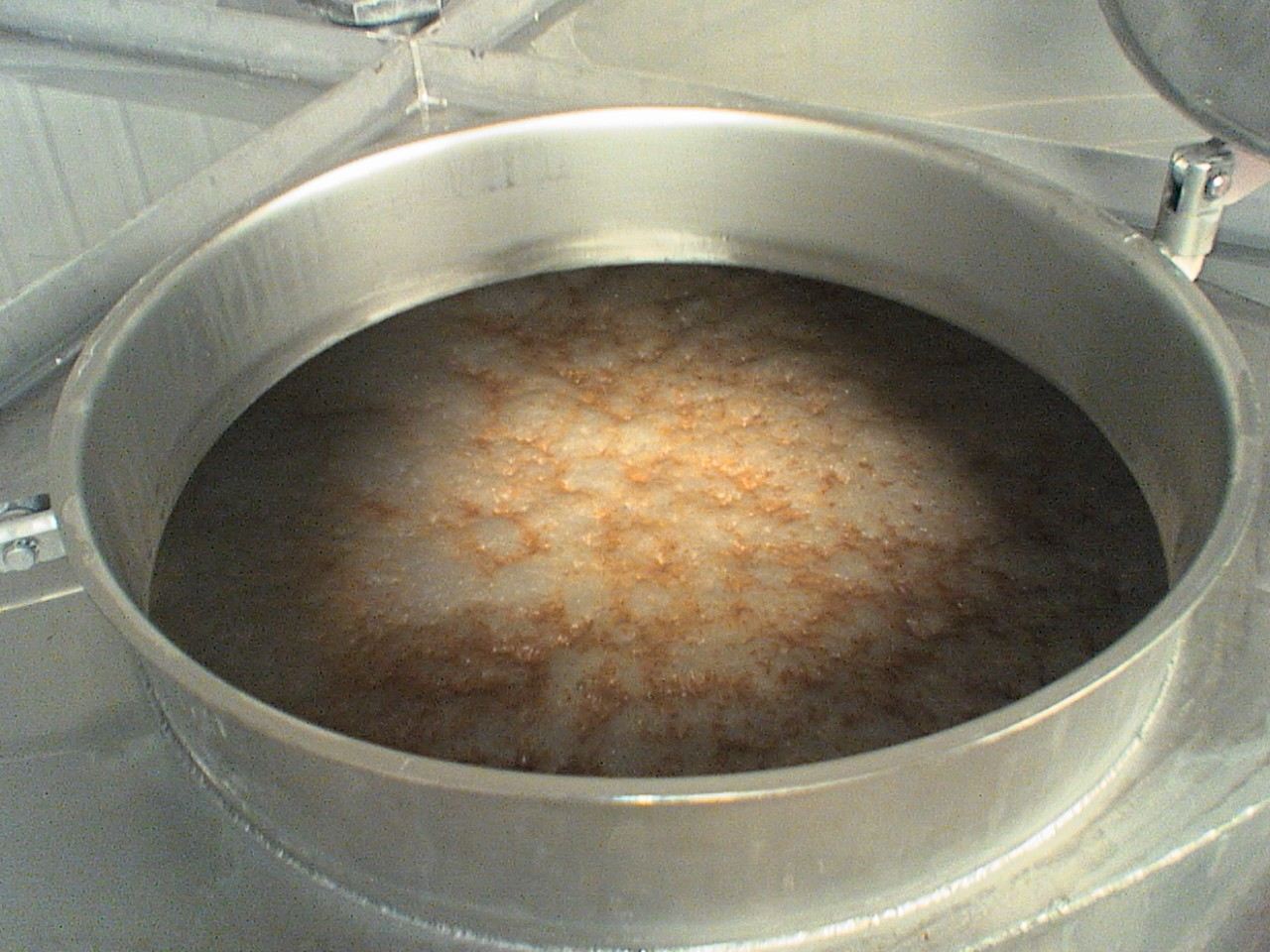
Бродіння пива у бров'ярні.

Зимологія (від грец. ζύμη — закваска, дріжджі і грец. λόγος — слово; наука) — розділ хімії, що досліджує процес бродіння.
Термін дещо розширився зараз із свого наукового значення (дослідження біології бродіння за допомогою дріжджів) до опису технологічних процесів виготовлення алкогольних напоїв.
Одним із засновників зимології став данський біолог, співробітник лабораторії данської пивоварної компанії Carlsberg Еміль Християн Гансен, який у 1881 виділив чисту культуру дріжджів, та згодом взяв участь у створенні першої класифікації дріжджів.